# No Connection
No Connection (англ. Нет соединения) — английская рок-группа из города Рединг графства Беркшир.

## История
Группа No Connection была основана в мае 1997 года в Рединге, Беркшир Грэхемом Янгом (вокал, гитара), Саймоном Венлоком (бэк-вокал, басс) и Джоном Хиллом (барабаны, бэк-вокал). Группа утверждает, что вдохновлялась творчеством таких групп как Aerosmith, AC/DC, Deep Purple, Public Enemy, Queen, The Cult, Van Halen и U2.
No Connection выпустили свой первый альбом названный Justified в январе 2000 года. Альбом включал в себя 10 песен, в том числе «Victory Girl», которая была использована в тизере эпизода «Огайские футболисты» сериала Первая волна. Две песни из их альбома — «Ain’t Foolin'» и «Love For Free» — достигли первой строчки чарта классического рока сайта MP3.com.
Следующим альбомом группы стал Deal With It, продюсированный Джоном Митчеллом и выпущенный в 2001 году на собственном независимом лейбле No Connection Music. В октябре 2002 года группа отправилась в тур по Соединённым Штатам, выступая в Филадельфии, Нью-Джерси и Нью-Йорке (в том числе в клубе CBGB). Они также впоследствии выступали в Чехии и Польше в 2005 году, и в Литве в 2006.
Группа выпустила альбом Love To Hate To Love в 2004 году, за которым последовали Feed The Machine в 2005 и Red Light Fever в 2008.
Музыка группы No Connection была представлена в двух видеоиграх серии игр FlatOut: песни Burnin', Love To Hate To Love и Living American были добавлены в саундтрек FlatOut, и The Last Revolution вместе с Feed The Machine можно услышать в FlatOut: Ultimate Carnage.

## Дискография

### Альбомы
- Justified (2000)
- Deal With It (2001)
- Love To Hate To Love (2004)
- Feed The Machine (2005)
- Red Light Fever (2008)
- Tal Es La Vida (2010)
- The Lithuanian Accident (2014)
- Suck It Up (2018)

### Сборники
- The Best And The Rest (2010)